# Maurolicus rudjakovi
Maurolicus rudjakovi és una espècie de peix pertanyent a la família dels esternoptíquids.

## Descripció
- Fa 5,9 cm de llargària màxima.
- Nombre de vèrtebres: 32-34.[5][6]

## Hàbitat
És un peix marí i batipelàgic que viu entre 0-240 m de fondària.

## Distribució geogràfica
Es troba al Pacífic sud-oriental.

## Observacions
És inofensiu per als humans.